# Saraperos de Saltillo
Los Saraperos de Saltillo es un equipo de béisbol mexicano de la Liga Mexicana de Béisbol con creación en la ciudad de Saltillo, Coahuila, México.

## Historia
Los Saraperos de Saltillo  primeramente se denominaron Sultanes de Saltillo (1964) y luego fueron Saraperos de Saltillo de 1967-1969 en la Liga Central Mexicana de Beisbol. Arribaron a la Liga Mexicana de Béisbol en 1970. Tuvieron su origen en una cena que celebraron los integrantes del Comité Pro-Obras de la Catedral de Saltillo, cuyo presidente era don Jorge Torres Casso.

Los reunidos empezaron a solicitar datos sobre el costo de dicha franquicia, como adquirir jugadores y otras referencias necesarias para quienes deseaban iniciar una interesante aventura en el rey de los deportes. 
Ya con el apoyo del Gobernador y el presidente municipal de Saltillo, se integró la primera directiva de los Saraperos con don Jorge Torres Casso como presidente, Ing. Flavio Treviño, Javier López del Bosque y Gustavo Lara Ramos como vicepresidentes; Eleazar Galindo, tesorero y Eustolio Valdés Flores como secretario. 
Los Saraperos han sido el club más ganador en la etapa 1999-2005 de la Liga Mexicana, siendo el club líder en asistencia a nivel liga y destacándose al calificar a los playoffs en todas y cada una de las 7 temporadas llevadas a cabo en ese lapso, disputando emocionantes series de postemporada. 
En estas últimas temporadas, los Saraperos han contado con actuaciones de peloteros de gran renombre, como Luis Ignacio Ayala, el extraordinario lanzador mexicano quien tras brillar con el Equipo Verde logró llegar a las Grandes Ligas con los Expos de Montreal, ahora Nationals de Washington. 
Fue Campeón en 1980*, 2009 y 2010, Subcampeón en 1971, 1972, 1973, 1988, 2004 y 2005.

Su primera contratación fue la del shortstop Guadalupe Chávez, procedente de los Sultanes de Monterrey a finales de 1969, él, durante su carrera con Saraperos utilizó el número 15 que fue retirado de los Saraperos en 1985.

### Los 70s
Desde la primera década de los Saraperos en la liga fueron muy competitivos, ya que de las 10 temporadas solamente no clasificaron a postemporada en 2 de ellas, En esta década se disputaron 3 finales de liga y 5 finales de zona.
En 1971 sería la primera postemporada y final, debido a que el sistema de competencia consistía en que los equipos que quedaban líderes en sus respectivas zonas eran los campeones de estas y disputaban una serie final contra el equipo campeón de la otra zona. En esa serie final el equipo caería en 7 juegos contra los Charros de Jalisco.
En 1972 volverían a ganar la zona norte para disputar la serie final contra el equipo de Cafeteros de Córdoba con los que caerían en 6 juegos.
En 1973 Se establecería por primera vez el sistema en que se tendrían rondas de eliminación en play offs. En la primera ronda el equipo vencería a los Bravos de Reynosa en 4 partidos. La final de zona la ganarían a los Sultanes de Monterrey en 5 encuentros llegando a una serie final por tercera vez consecutiva. La serie final la perderían contra los Diablos Rojos del México.
En 1974 vuelven a llegar a postemporada para eliminar a los Sultanes de Monterrey en 5 juegos. La final de zona la perderían contra los Algodoneros de Unión Laguna en 7 partidos.
En 1975 clasifican por quinta ocasión de manera consecutiva a play offs, siendo eliminados en la primera ronda por los Sultanes de Monterrey en 7 partidos.
En 1977 se enfrentan nuevamente a los Sultanes de Monterrey en la primera ronda de los play offs, para ganarles en 7 juegos. La final de zona la perderían contra los Tecolotes de Nuevo Laredo.
En 1978 se enfrentaban por primera ocasión a los Alijadores de Tampico a los que ganarían en 6 juegos. La final de zona la perderían una vez más contra los Algodoneros de Unión Laguna en 5 partidos. 
En 1979 se enfrentaban por cuarta ocasión en postemporada a los Sultanes de Monterrey a los que volverían a vencer en 7 encuentros. La final la perderían contra los Indios de Ciudad Juárez en 5 juegos.

### Los 80's
La década de los 80's comenzó para la liga con la huelga de los beisbolistas, en la que de los 20 equipos que participaban solamente quedaron 6, se realizó una temporada extraordinaria en ese mismo año de 1980 entre los 6 equipos resultando ganador los Saraperos de Saltillo, por lo que de esta manera conseguiría su primer título de liga aunque esta temporada no es reconocida por las Ligas Menores.
En 1981 Los Saraperos clasificarían a postemporada en donde se enfrentarían a los Broncos de Reynosa con los que serían barridos en 4 juegos.
En 1982 clasifican nuevamente en donde se medirían contra los Tecolotes de Nuevo Laredo para vencerlos en 5 encuentros. En la final de zona se volverían a topar una vez más contra los Indios de Ciudad Juárez con los que volverían a caer pero esta vez por medio de una barrida en 4 partidos.
En 1983 clasificarían a la postemporada en la que se realizaría un Round Robin donde terminarían con marca de 11-7 empatados con los Indios de Ciudad Juárez con los que perderían en un partido extra de desempate. 
En 1988 volverían a clasificar después de 4 años de ausencia en postemporada, en la primera ronda se enfrentarían nuevamente a los Tecolotes de los Dos Laredos para vencerlos en 6 juegos. La final de zona la ganarían a sus rivales Sultanes de Monterrey en 5 encuentros para volver a una Serie Final después de 14 años. Los Diablos Rojos del México se impondrían a los Saraperos en 5 partidos.
En 1989 se enfrentarían una vez más a los Algodoneros de Unión Laguna a quienes vencerían por primera ocasión en 5 juegos. La final de zona la perderían contra los Tecolotes de los Dos Laredos.

### Los 90's
En la década de los 90's los Saraperos obtendrían en cuatro ocasiones su boleto a la postemporada. De las cuales llegarían a una final de zona y a la segunda ronda en play offs cuando la liga se dividió en tres zonas, desapareciendo las final de zona.
En 1992 serían eliminados nuevamente por los Tecolotes de los Dos Laredos en 6 partidos en la primera ronda de play offs.
En 1994 jugarían por primera ocasión contra los Industriales de Monterrey a los que vencerían en 5 juegos. La Final de zona la jugarían contra otro equipo de Monterrey, los Sultanes de Monterrey con quienes cayeron en 5 encuentros.
En 1995 serían eliminados una vez más por los Sultanes de Monterrey en 5 juegos.

### La era Ley
A finales de 1998 el empresario sinaloense Juan Manuel Ley compra la franquicia al saltillense Javier Cabello Siller, iniciando así una impresionante renovación que consistió principalmente en la remodelación del Estadio Francisco I. Madero, la transmisión de todos los partidos como equipo local a través del Canal 7 de televisión abierta en Saltillo y en promover la asistencia de las familias a los estadios.
La temporada 1999 fue un rotundo éxito en la cual Saltillo se convirtió en la plaza con mayor asistencia de la temporada y después de 4 años lograron su calificación a los playoffs con el tercer lugar en la Tabla General y en cuartos de final eliminaron en 6 partidos a los Piratas de Campeche. Ya en semifinales enfrentaron a los Diablos Rojos del México donde en 7 tórridos encuentros los capitalinos avanzaron a lo que a la postre sería el campeonato de la temporada 1999.
Desde ese entonces Saraperos clasificarían en 12 ocasiones consecutivas al play-off.
En 2000 terminando como líderes generales de la liga serían eliminados por los Sultanes de Monterrey en 5 juegos.
En 2001 serían eliminados nuevamente por los Sultanes de Monterrey en 7 juegos.
En 2002 serían eliminados por los Tecolotes de los Dos Laredos en 6 partidos.
En 2003 serían eliminados por sus rivales Sultanes de Monterrey en 7 encuentros.
En 2004 llegarían a una Serie Final después de 15 años, en la primera ronda barrerían para dejar atrás a los Vaqueros Laguna. La segunda ronda de play offs eliminarían a sus rivales Sultanes de Monterrey. La final de zona la ganarían a los Pericos de Puebla en 6 encuentros. La Serie Final la perderían con los Piratas de Campeche en 5 partidos.
En 2005 se toparían con los Rieleros de Aguascalientes en la primera ronda para dejarlos atrás en 6 juegos. La segunda ronda la jugarían una vez más contra los Sultanes de Monterrey para ganarla en 6 partidos. La final de zona la ganarían a los Potros de Tijuana en 7 encuentros para llegar a la Serie Final de manera consecutiva, en esta ocasión jugarían contra los Tigres de la Angelópolis donde perderían en 6 juegos. 
En 2006 eliminarían a los Pericos de Puebla en 7 partidos. La final de zona la perderían contra los Sultanes de Monterrey en 5 episodios.
En 2007 se repiten las series que en el año anterior, eliminando a los Pericos de Puebla en 5 juegos y perdiendo contra los Sultanes de Monterrey en 5 encuentros.
En 2008 serían eliminados por novena ocasión en su historia por los Sultanes de Monterrey en la primera ronda en 4 partidos.
En 2009 Se enfrentarían a los Broncos de Reynosa en la primera ronda a los que dejarían atrás en 6 juegos. En la final de zona barrerían a los Vaqueros Laguna, en la Serie Final se enfrentarían a los Tigres de Quintana Roo para vencerlos en 6 partidos y de esta manera obtener su primer título de manera oficial en la liga.
En 2010 regresarían a defender su campeonato al vencer en la primera ronda a los Diablos Rojos del México en 7 partidos, de los serie donde se vio uno juego sin hit ni carrera por parte de Héctor Daniel Rodríguez de los Saraperos. En la final de zona vencieron a sus rivales Sultanes de Monterrey en 6 encuentros para llegar una vez más a la Serie Final y enfrentarse a los Pericos de Puebla. Saltillo se coronaría bicampeón al vencer en 5 juegos a su rival. Esta sería la última temporada en que clasificaban a postemporada de manera consecutiva.
En 2012 caerían en primera ronda contra los Rieleros de Aguascalientes en 5 partidos.
En 2013 barrerían a los Diablos Rojos del México en 3 juegos. La final de zona la perderían contra los Sultanes de Monterrey en 4 partidos para poner los números en 10 series ganadas a favor de Sultanes y 7 para Saraperos.
Se dice que existía una maldición sobre los Saraperos de Saltillo en la era Ley: "Saraperos no serán campeones hasta que Francisco "Paquín" Estrada sea el mánager de Saltillo". Prueba de ello es que "Paquín" era el mánager de los Piratas de Campeche en la final del 2004. Actualmente "Paquín" Estrada es el mánager de los Olmecas de Tabasco.
También recaía en el equipo del Sarape "La maldición de la Anabe" (sindicato formado por jugadores inconformes en 1980), pues al estallar la huelga que suspendió la temporada de la Liga Mexicana en 1980, la Liga decide realizar un minicampeonato o temporada extraordinaria en la cual Saraperos de Saltillo se levanta como campeón. 
Sin embargo y a pesar de estas "maldiciones" que recaían en el equipo, en la temporada 2009, lidereados por el mánager Orlando Sánchez, lograron el tan anhelado campeonato absoluto de la Liga Mexicana de Béisbol, logrando vencer en 6 juegos al equipo de Tigres de Quintana Roo. Terminando con esto con el mote de "El ya merito" que por 40 años sufrió el equipo verde.

### Era OCESA
El 6 de noviembre del 2013 se anuncia a Alejandro Garza Díaz como el nuevo propietario de los Saraperos bajo la condición de mantener el equipo en la misma plaza, después de que la organización Ley pusiera en venta al equipo después de estar al frente durante 14 años.
Durante la única campaña de esta era, en el 2014 se enfrentaron a los Vaqueros Laguna en un juego de eliminación directa por el boleto a postemporada como comodín, sistema que se había implementado en la campaña anterior. El resultado fue de 5-0 a favor de los laguneros, el partido fue disputado en el Estadio Revolución.

### Era Antonio Nerio Rodríguez
El 7 de noviembre del 2014 se anuncia oficialmente al Ing. Antonio Nerio Rodríguez como nuevo propietario del equipo comenzando una nueva era para el club.
En 2015 se enfrentaron por primera ocasión a los Acereros de Monclova en postemporada con los que caerían en 7 juegos.

### Era César Cantú
El 22 de febrero del 2019 se anuncia de manera oficial la venta del equipo a un grupo de empresarios Saltillenses encabezados por César Cantú comenzando una nueva era en la historia del club.
Para la temporada 2019 el equipo vuelve a una postemporada al terminar en Cuarto lugar de la Zona Norte con 6.5 juegos de ventaja sobre los Tecolotes de los Dos Laredos evitando el juego de comodín, sin embargo fueron eliminados por los Toros de Tijuana en 6 juegos de la primera ronda de playoffs.

### Máximos Logros
- 1971

Campeón Zona Norte

Subcampeón LMB (Perdió en 7 juegos con los Charros de Jalisco)

- 1972

Campeón Zona Norte

Subcampeón LMB (Perdió en 6 juegos con los Cafeteros de Córdoba)

- 1973

Campeón Zona Norte

Subcampeón LMB (Perdió en 7 juegos con los Diablos Rojos del México)

- Temporada Extraordinaria 1980 (no reconocida por las Ligas Menores )

Campeón de la LMB (Concluyó la temporada con récord de 28 ganados y 11 perdidos)

- 1988

Campeón Zona Norte (Derrotó en 5 juegos a los Sultanes de Monterrey)

Subcampeón de la LMB (Perdió en 5 juegos con los Diablos Rojos del México)

- 2000

Superlíder de la LMB (Concluyó la temporada con récord de 77 ganados, 42 perdidos y 1 empate)

Cuartos de final (Perdió en 5 juegos con los Sultanes de Monterrey)

- 2004

Campeón Zona Norte (Derrotó en 6 juegos a los Pericos de Puebla)

Subcampeón LMB (Perdió en 5 juegos con los Piratas de Campeche)

- 2005

Campeón Zona Norte (Derrotó en 7 juegos a los Potros de Tijuana)

Subcampeón LMB (Perdió en 6 juegos con los Tigres de la Angelópolis)

- 2009

Campeón Zona Norte (Derrotó en 4 juegos a los Vaqueros Laguna)

Campeón LMB (Derrotó en 6 juegos ante los Tigres de Quintana Roo)
- Bicentenario 2010

Campeón Zona Norte (Derrotó en 6 juegos a los Sultanes de Monterrey)

Campeón LMB (Derrotó en 5 juegos ante los Pericos de Puebla, siendo este 12.º bicampeonato en la historia de la LMB)

## Estadio

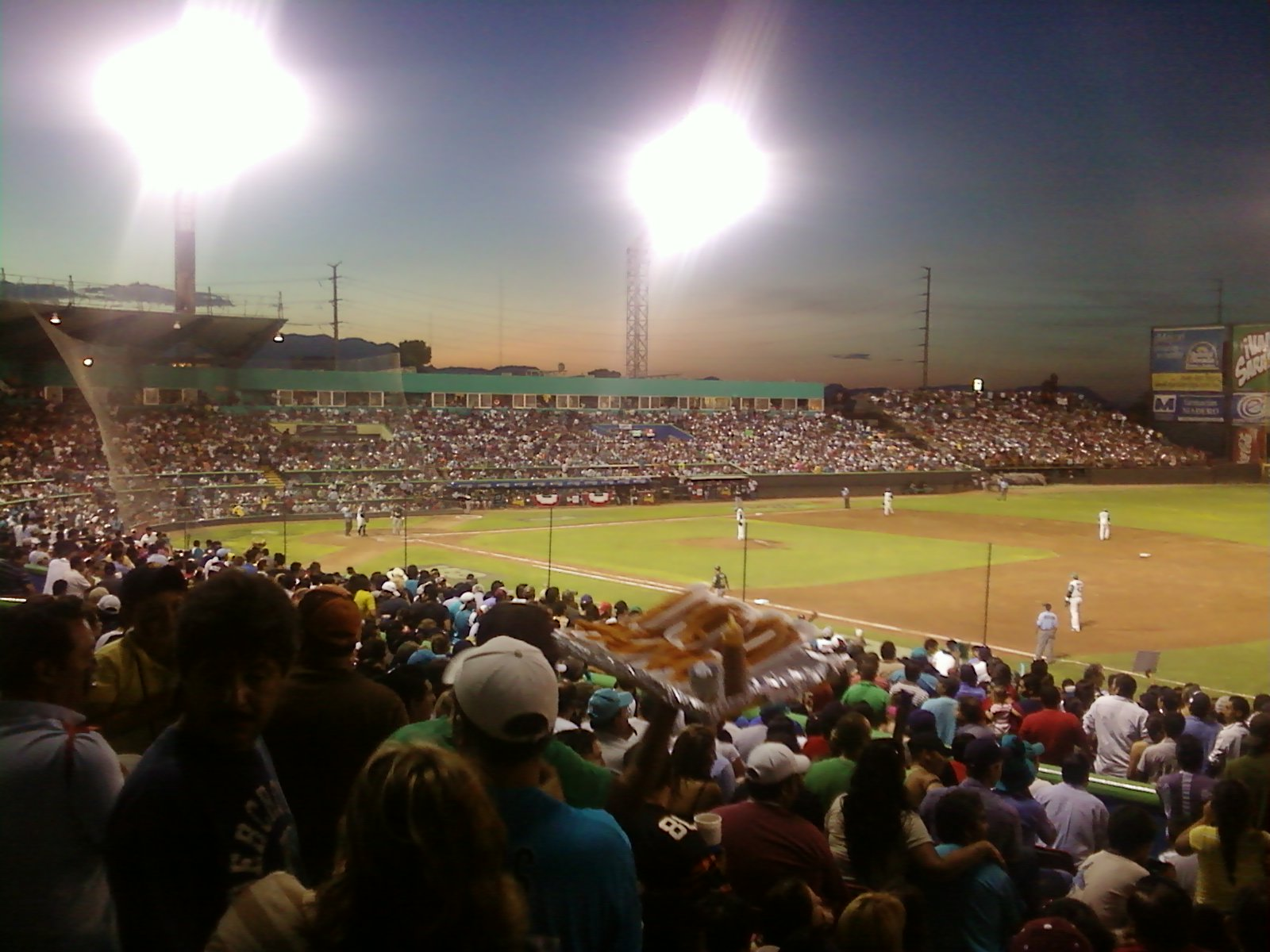
Estadio Francisco I. Madero durante la Serie Bicentenario 2010.

El Estadio Francisco I. Madero, es un estadio de béisbol que forma parte de la Ciudad Deportiva Francisco I. Madero en Saltillo, Coahuila; se construyó en 1963 y se localiza en el Blvd. Jesús Valdez Sánchez esquina con Blvd. Nazario Ortiz Garza, al oriente de la ciudad.
El estadio tiene actualmente una capacidad para 14,000 personas y a lo largo de los años, el estadio ha sufrido diversos cambios entre ellos la ampliación de su aforo el cual pasó de 7,500 a 16,000 localidades a finales de 1998.
El estadio ha sido sede de algunos eventos destacables, como los Juegos de Estrellas de la Liga Mexicana de Béisbol en los años 1986 y 2002, este último siendo un partido internacional entre la selecciones de México y Cuba, para la temporada 2011, de nuevo será sede del 79.º Juego de Estrellas de la LMB.
Después de que Saraperos consiguiera el Bicampeonato de la LMB, el jueves 19 de agosto de 2010 se iniciaron las obras de remodelción para la temporada 2011, en las cuales se invertirían aproximadamente 87 millones de pesos entre el Gobierno Estatal de Coahuila y la directiva del Club de Béisbol Saraperos de Saltillo.
De entre las remodelaciones más importantes se techó en su totalidad la zona de butacas y laterales, el aforo se aumentó de 16,000 a 17,500 localidades, se renovó la pantalla gigante, se apegó a los estándares de los estadios de Grandes Ligas, las taquillas fueron reubicadas, se hizo una nueva tienda BeisShop, también se remodeló la explanada, la bodega y gimnasio.

## Rivalidades
- Algodoneros Unión Laguna
- Sultanes De Monterrey
- Acereros de Monclova

## Jugadores

### Roster actual
Actualizado al 14 de julio de 2023.
| Saraperos de Saltillo Roster 2023        |    |                                    |                      |
| C U E R P O T É C N I C O                |    |                                    |                      |
| Mánager                                  | 58 | Bandera de Puerto Rico             | Carmelo Martínez     |
| Coach de Pitcheo                         | 99 | Bandera de la República Dominicana | José Mercedes        |
| Coach de Bateo                           | 13 | Bandera de México                  | Marco Antonio Romero |
| J U G A D O R E S                        |    |                                    |                      |
| L A N Z A D O R E S                      |    |                                    |                      |
| Batea: Z / Tira: Z                       | 60 | Bandera de Estados Unidos          | Alexander Tyler      |
| Batea: D / Tira: D                       | 98 | Bandera de México                  | Gregorio Barraza     |
| Batea: Z / Tira: D                       | 52 | Bandera de Estados Unidos          | Anthony Carter       |
| Batea: D / Tira: D                       | 92 | Bandera de México                  | Saúl Castellanos     |
| Batea: D / Tira: D                       | 46 | Bandera de México                  | Luis de Luna         |
| Batea: D / Tira: D                       | 19 | Bandera de México                  | Carlos Félix         |
| Batea: D / Tira: D                       | 83 | Bandera de México                  | Orlando González     |
| Batea: Z / Tira: Z                       |    | Bandera de México                  | Santiago Gutiérrez   |
| Batea: Z / Tira: Z                       | 56 | Bandera de México                  | Orlando Lara         |
| Batea: D / Tira: D                       | 50 | Bandera de México                  | Mario Meza           |
| Batea: D / Tira: D                       | 40 | Bandera de México                  | Luis Morales         |
| Batea: Z / Tira: Z                       | 57 | Bandera de Estados Unidos          | Miguel Peña          |
| Batea: D / Tira: D                       | 24 | Bandera de la República Dominicana | José Piña            |
| Batea: D / Tira: D                       | 49 | Bandera de la República Dominicana | Luis Santos          |
| Batea: Z / Tira: Z                       | 25 | Bandera de México                  | Alejandro Soto       |
| Batea: D / Tira: D                       | 43 | Bandera de Estados Unidos          | George Valenzuela    |
| Batea: D / Tira: D                       | 36 | Bandera de Cuba                    | Carlos Viera         |
| R E C E P T O R E S                      |    |                                    |                      |
| Batea: Z / Tira: D                       | 20 | Bandera de México                  | Carlos Mendivil      |
| Batea: D / Tira: D                       | 14 | Bandera de México                  | Hans Wilson          |
| J U G A D O R E S D E C U A D R O        |    |                                    |                      |
| Tercera base - Batea: D / Tira: D        | 68 | Bandera de México                  | Kristian Delgado     |
| Parador en corto - Batea: D / Tira: D    | 55 | Bandera de Cuba                    | Josuán Hernández     |
| Segunda base - Batea: D / Tira: D        | 26 | Bandera de México                  | Marco López          |
| Segunda base - Batea: D / Tira: D        | 54 | Bandera de México                  | Javier Mireles       |
| Segunda base - Batea: D / Tira: D        | 13 | Bandera de México                  | Manny Rodríguez      |
| Tercera base - Batea: A / Tira: D        | 16 | Bandera de México                  | Ricardo Serrano      |
| Primera base - Batea: Z / Tira: D        | 51 | Bandera de Cuba                    | Henry Urrutia        |
| Primera base - Batea: A / Tira: D        | 35 | Bandera de Puerto Rico             | Kennys Vargas        |
| Tercera base - Batea: D / Tira: D        | 10 | Bandera de México                  | Christian Zazueta    |
| J A R D I N E R O S                      |    |                                    |                      |
| Jardinero izquierdo - Batea: Z / Tira: D | 48 | Bandera de México                  | Andrés Ayón          |
| Jardinero central - Batea: Z / Tira: D   | 9  | Bandera de Japón                   | Tomo Otosaka         |
| Jardinero derecho - Batea: Z / Tira: D   | 8  | Bandera de México                  | Fernando Villegas    |
| Jardinero central - Batea: D / Tira: D   | 69 | Bandera de la República Dominicana | Rainel Rosario       |

 =  Cuenta con nacionalidad mexicana. 

### Jugadores destacados
| - Domingo Castro. - Francisco "Panchón" Herrera. - José Lima. - Rommel Canada. - Harold King. - Mike Romano. - Morgan Burkhart. - Steve Bourgeois. - Kit Pellow.(1) - Ryan Mulhern. - Willie Romero. - Felipe "Brazo Fuerte" Leal. - Andrés Mora Ibarra. - Alfonso "Houston" Jiménez. - Vicente Verdugo. - Eduardo Torres. - Eduardo Jiménez. - Fernando Elizondo. - Ricardo Sáenz. - Marcelo Juárez - Guadalupe Chávez - Andrés Mora |  | - Vinicio Castilla. - Armando Reynoso. - Luis Ignacio Ayala. - Noé Muñoz. - Refugio Cervantes Güicho. - Cristhian Presichi. - José de Jesús Muñoz. - Eduardo Torres. - Leo Valenzuela. - Luis Carlos Martínez. - Willie Rodríguez. - Mario Valenzuela. - Candelario Cardona. - David García Ruiz. - Domingo Cruz. - Rigoberto Mena. - José Soto. - Rafael Díaz. - Héctor Daniel Rodríguez. - Fernando Villegas Luna. |

### Números retirados
- 1 Tomás Herrera.[10]
- 5 Gabriel Lugo.
- 7 Armando Reynoso.
- 12 Gregorio Luque.
- 15 Guadalupe Chávez.
- 17 Francisco "Carretas" Pérez.
- 21 Héctor Espino.
- 23 Juan Navarrete.
- 28 Noé Muñoz.
- 30 Miguel Solís.
- 34 Fernando Valenzuela.
- 44 Marcelo Juárez.

### Novatos del año
- 1986  Eduardo Torres.
- 2008  Alfredo Caudillo.

### Campeones Individuales

#### Campeones Bateadores
| Año  | Nombre            | Porcentaje |
| ---- | ----------------- | ---------- |
| 1978 | Rommel Canada     | .366       |
| 1980 | James Collins(2)  | .380       |
| 2002 | Wilfredo Romero   | .387       |
| 2008 | Kit Pellow(1)     | .385       |
| 2022 | Henry Urrutia     | .420       |
| 2023 | Fernando Villegas | .390       |

#### Campeones Productores
| Año  | Nombre           | Producidas |
| ---- | ---------------- | ---------- |
| 1972 | Gabriel Lugo     | 106        |
| 1975 | Andrés Mora      | 109        |
| 1978 | Harold King      | 114        |
| 1980 | James Collins(2) | 31         |
| 1981 | Andrés Mora      | 93         |
| 2008 | Kit Pellow(1)    | 107        |
| 2022 | Rainel Rosario   | 116        |

#### Campeones Jonroneros
| Año  | Nombre          | Jonrones |
| ---- | --------------- | -------- |
| 1973 | Rommel Canada   | 26       |
| 1975 | Andrés Mora     | 35       |
| 1977 | Ismael Oquendo  | 34       |
| 1978 | Harold King     | 28       |
| 1981 | Andrés Mora     | 23       |
| 2000 | Eduardo Jiménez | 45       |
| 2008 | Kit Pellow(1)   | 34       |
| 2017 | Rainel Rosario  | 26       |
| 2021 | Rainel Rosario  | 20       |
| 2022 | Rainel Rosario  | 38       |

#### Campeones de Bases Robadas
| Año  | Nombre                          | Bases |
| ---- | ------------------------------- | ----- |
| 1979 | Juan Navarrete                  | 40    |
| 1998 | José de Jesús Muñoz             | 44    |
| 2000 | Wilfredo Romero                 | 45    |
| 2016 | Justin Greene Christian Zazueta | 39    |

#### Campeones de Juegos Ganados
| Año  | Nombre            | Récord |
| ---- | ----------------- | ------ |
| 1972 | Andrés Ayón       | 22-3   |
| 1979 | Miguel Solís      | 25-5   |
| 1980 | Cardell Camper(2) | 8-1    |
| 1984 | Miguel Solís      | 17-4   |
| 1990 | Armando Reynoso   | 20-3   |
| 1993 | Jesús Moreno      | 17-10  |
| 2000 | Will Flynt        | 13-4   |
| 2003 | José Mercedes     | 14-6   |
| 2007 | José Lima         | 13-4   |

#### Campeones de Efectividad
| Año  | Nombre             | Porcentaje |
| ---- | ------------------ | ---------- |
| 1971 | Andrés Ayón(3)     | 1.22       |
| 1980 | Ángel Hernández(2) | 1.13       |
| 2015 | Edgmer Escalona    | 2.54       |

#### Campeones de Ponches
| Año  | Nombre                  | Ponches |
| ---- | ----------------------- | ------- |
| 1971 | Felipe Leal             | 223     |
| 1986 | Rafael García           | 155     |
| 1990 | Armando Reynoso         | 170     |
| 1991 | Ben Morrow(4)           | 144     |
| 1994 | Raúl Rodríguez          | 136     |
| 2008 | Félix Villegas          | 115     |
| 2011 | Héctor Daniel Rodríguez | 118     |
| 2012 | Héctor Daniel Rodríguez | 135     |

#### Campeones de Juegos Salvados
| Año  | Nombre              | Juegos |
| ---- | ------------------- | ------ |
| 1980 | Ángel Hernández(2)  | 9      |
| 1982 | Julio César Divison | 23     |
| 1999 | Luis Ignacio Ayala  | 41     |
| 2023 | Kurt Heyer          | 20     |

1 Ganador de la triple corona de bateo en la temporada 2008.
2 Líder en la temporada extraordinaria de 1980.
3 Comenzó la temporada con Sabinas.
4 Comenzó la temporada con Córdoba.

## Ejecutivos del año
La organización ha obtenido el nombramiento de Ejecutivo del Año en la LMB en tres ocasiones.
- 1980  Jorge Torres Casso.
- 2009  Álvaro Ley.
- 2010  Álvaro Ley.